# 工藤統太郎
工藤統太郎(くどうとうたろう　1959年9月20日－)は、日本の舞台演出家、TVディレクター、イベントプロデューサー。北海道出身。アクターズスタジオを設立。アメリカのミレニアムダンスコンプレックスの日本法人元代表。中華人民共和国ミスユニバース名誉顧問。株式会社JAIP代表取締役。ジャイプトーキョー、バッケンレコード、ロックスター音楽出版、外国人就労支援センター各社会長。血液型B型。

## 来歴
北海道室蘭市の地方紙室蘭民報社に勤める両親の長男として生誕。4歳から音楽教室、7歳からピアノを習う。
後に母親が飲食店の多店舗経営に乗り出し一時期家は裕福であったようだ。1970年のオイルショックで鉄の町といわれた室蘭は景気が低迷し同時期に母が癌により他界したことにより店舗はすべて閉鎖となり一家はどん底を味わう。
地元の室蘭清水丘高校を卒業後、札幌学院大学人文学部、人間科学学科へ入学するが学費と生活費を稼ぐ為にアルバイト三昧で殆ど学校へは通えなかったという。
同時期に設立されたNACタレントセンターの一期生となり舞台俳優としての訓練を受け後に自ら劇団を主宰して舞台を中心にテレビ、ラジオ、イベントへと出演の場を広げていく。
養成所の北海道責任者で俳優の北川陽一郎からの勧めで広告代理店三幸エージェンシーへ入社。テレビ番組制作、人材派遣、イベント制作などを経験し25歳で独立。テレビドラマ、映画、コマーシャルへ人材を派遣する株式会社フェイムを設立して代表取締役となる。
30歳で社内に教育機関として北海道ジュニアアクターズスタジオ(後にアクターズスタジオ)を創設して全国17ヶ所(札幌3か所、旭川、恵庭、函館、仙台、郡山、東京、つくば、金沢、大阪3か所、神戸、徳島、福岡)で芸能人の卵たちを発掘育成するシステムを構築していった。
大手芸能プロダクションと業務提携をしたのも特徴のひとつで、ライジングプロダクション、アミューズ、スターダストプロモーション、舞夢プロ、トライストーン・エンタテイメント等の大手と手を組んだ。また自らテレビ地上波の枠を買い取りプロデューサーとして自主制作した番組をスポンサーを付けて放送するシステムをつくりテレビ北海道、東日本放送などにそれぞれ口座を持ってレギュラー番組を提供していた。
アクターズスタジオを全国展開するにあたりベンチャーキャピタルの日本アジア投資株式会社からの出資をうけるが後にそれを仕手集団に買われて株式の過半数を占有されアクターズスタジオを運営する株式会社フェイムの代表取締役を解任されるが当時業務提携していた芸能プロダクションライジングプロダクションの平哲夫社長、スタジオアリスの本村会長、ケイセイ正木建設の正木社長などの助けを借りて株式会社アクターズスタジオネットワークを設立した。
飲食店やブテック、ホテルなどのプロデュースも手掛け、今まで自ら経営してきたのは「玉ネギーホール」「T-BIRDS」「DCブランド原価ショップ」「glove」「微風」「アンティークショップMAKOTOYA」「Winston SAPPORO」。運営に携わったのが「あんみつ姫」(ワールド実業)「バナナムーン」(加森観光)「バレーヌホール」「grass」「龍～ロン～」などがある。25歳～27歳までの2年間はダンサーとして「玉ネギーホール」「バレーヌホール」で毎晩タップダンスのステージへ本人いわくセンターとしてジャズピアニストの福井良などと一緒に出演していた。
人材派遣、紹介、外国人の就労に長く携わっている為、ロシアからショーダンサー、スペインからフラメンコギタリスト、イギリスから舞台俳優など多くの招聘実績があり、現在は複数の企業と契約して主に外国人の就労コンサルティングをやっている。
自ら設立した芸能プロダクションではアジアをマーケットとした映画制作、音楽配信を展開している。

## 逸話
小学校5年の三学期に引越に伴い転校した先で、それまで消極的だった性格を変えようといきなり、この学校は僕が仕切ると番長宣言をしてしまい結果的に反感を買い学級追放となる。
プロ野球選手を夢見て野球に熱中したが転校先で後に室蘭大谷高校から甲子園一歩手前までいった選手と対決してエースの座を勝ち取った。しかし中学入学時に坊主頭になるのが嫌で卓球部、高校はハンドボール部、大学では水泳とマイナー競技に熱中していた。
ハロー!プロジェクトのオーディションに受かり美勇伝へ加入した元スタジオ生、三好絵梨香のことを2ちゃんねるで悪く言う奴らに激怒して、掲示板上で大バトルとなった。事件を収束させるためにオフ会で直接対決したが、火に油を注ぐこととなり、犯人は特定されていないが自家用車に放火されて新車が真っ黒こげにされたり事務所のドアに火を点けられたりした。時期が同じだった為に恨まれての犯行ではないかとも言われている。
趣味である釣りはアマチュアのレベルを超えており、友人たちとオホーツク海の尾岱沼から船をチャーターしてオヒョウを釣りにでるも国後島の手前でロシア沿岸警備船に拿捕された。
ゴムボートに船外機をつけて石狩湾から初出航したとき、その船外機が突然不動となりそのまま流されて漂流してしまう。死を覚悟したらしいが昆布漁師に助けられて奇跡の生還を果たした。
10代後半からずっとオートバイに乗っていて半世紀過ぎてからはハーレーダビットソンに傾倒している。何度か事故に合い生死の境を彷徨ったり、右半身の骨がグチャグチャに砕けたこともあるらしいが、懲りずに乗り続けている。全国をバイクで旅するが口癖だが東京より西へはまだ走ったことがないようだ。
過去に走行中にバッテリーが爆発したり、燃料タンクから出火して車体が火だるまになる等、一歩間違えば大惨事の危機を奇跡的に潜り抜けてきた。
ハーレーダビットソンの会を主宰していて日本と台湾に1万人の会員を有している。
絵画、木彫り、写真などが好きで自ら写真コンテストを主催して審査委員長をやったり、オーストラリアの画家エスター・ショエットの版権を買取りアートポスターにして販売したこともあった。ニュージーランドの画家ケン・ドーン、フランスのザビニャック、アメリカのバスキアなどのリトグラフを収集している。

## アクターズスタジオが輩出した芸能人
- 三浦春馬(故人、アミューズ)
- 八木アリサ(アミューズ)
- 緒方龍一(ライジングプロダクション)
- 千葉涼平(ライジングプロダクション)
- 八乙女光(ジャニーズ事務所)
- 唯月風花(ホリプロ)
- 野替愁平(LDH)
- 三浦透子(ユマニテ)
- 堀詩音(NMB48)
- 西島隆弘(エイベックス)
- 工藤大輝(エイベックス・マネージメント)
- 大政絢(スターダストプロモーション)
- 滝谷美夢（元ファイターズガール）

## 制作に携わった作品

### 映画
- ガメラ2 レギオン襲来 - キャスティング、スタッフ・エキストラ衣装企画制作
- 満月 MR.MOONLIGHT」 - キャスティング
- キッチン - キャスティング
- いつかギラギラする日 - キャスティング
- GTO - キャスティング
- 鉄道員 ぽっぽや - キャスティング
- 水商売の花嫁（香港映画日本未公開） - キャスティング、出演/日本の悪人役
- 華新一族（香港映画日本未公開） - キャスティング

### テレビ
- バラライカGO!GO! - 企画、プロデュース、演出
- アイドル発掘TV〜金のタマゴ〜 - 企画、プロデュース、演出
- 逢いたい時にあなたはいない… - キャスティング
- 北の国から - キャスティング

### イベント
- さっぽろ映画祭 - ディレクション
- ジャパンフェスティバル～タイ～ - 出演者随行、現場管理
- ミスユニバース中國湖南省大会 - 審査員

## 出演作

### 舞台
- 昨日、悲別で - ダンサー役
- グリース - 主役トニー役
- ストリート・オブ・ファイヤー - 主役トム・コーディー役
- 日本よいとこ魔訶不思議 - 乙姫役
- スターダスト・メモリー - ジェームス・ディーン役

### ラジオ
- ジッピング　ジップ - メインパーソナリティ

### テレビ
- 小樽運河 - 選挙参謀役
- チャイナ飯店 - 飯島直子の元恋人役
- 東芝日曜劇場
  - 天使を乗せたタクシー - タクシー運転手役[1]
  - 初恋の人さがします - 主人公の友人役[1]
  - 鯨が歌う - タクシー運転手役[1]
  - カラス係長奮闘記 密漁 - 漁師役[1]
- 十津川警部の挑戦 - 交番の巡査役[1]
- 月曜・女のサスペンス
  - 無能の情熱 - 殺人鬼役[1]
  - 小樽消えた婚約者 - 新聞記者役[1]
- 改札口 - 獣医役[1]